# Safiye
Safiye (* ca. 1550; † 10. November 1605) war die Frau des osmanischen Sultans Murad III., Mutter von Mehmed III. sowie von Fahriye Sultan und Ayşe Sultan und die Großmutter der osmanischen Sultane Ahmed I. und Mustafa I.

## Leben

### Herkunftstheorien
Es gab verschiedene Thesen bezüglich ihrer Herkunft und Abstammung. Die erste war, dass Safiye als Sofia Bellicui Baffo geboren wurde und genauso wie ihre spätere Schwiegermutter Nurbanu von Piraten entführt wurde. Sie soll die Tochter des venezianischen Gouverneurs Leonardo Baffo von Korfu gewesen sein und somit eine Verwandte ihrer Schwiegermutter. Zudem soll sie eine Verwandte des venezianischen Dichter Giorgio Baffo gewesen sein. Sie wurde während einer Reise von Venedig nach Korfu im adriatischen Meer von osmanischen Piraten gefangen genommen. Ein Jahr später befand sie sich in Istanbul, wo sie auf dem Sklavenmarkt von Nurbanu Sultan gekauft wurde. Dann wurde sie zwei Jahre im Harem erzogen, bis sie Murad für sich gewann.
Eine andere These behauptet, dass sie aus einem albanischen Bergdorf stammte. Neuere Quellen stützen diese These. Zudem wird angenommen, dass Safiyes Herkunftstheorie mit der ihrer Schwiegermutter verwechselt wurde.
Laut einer anderen Quelle soll Stephan Gerlach, der in den Jahren 1573–1578 in Konstantinopel war, behauptet haben, Safiye habe bosnische Wurzeln und sei von Ferhat Pascha an den Prinzen verschenkt worden.

### Zeit als Hauptfrau des Sultans
Sie wurde noch zu Lebzeiten Süleymans I. zur Favoritin von Prinz Murad, dem späteren Sultan Murad III. und gebar am 26. Mai 1566 Prinz Mehmed, den späteren Mehmed III.
Sie soll eine große Frau mit schulterlangen blonden Haare, blauen Mandelaugen und einer schneeweißen Haut gewesen sein. Während Murats Herrschaft spielte Safiye eine wichtige Rolle in der Politik, da sich Murad, anders als sein Vater, kaum um Politik kümmerte. Selim II. mischte sich zwar auch kaum in die Tagespolitik ein, vertraute aber die Staatsgeschäfte erfahrenen Staatsmännern wie Sokollu Mehmed Pascha an. Murad überließ, glaubt man den Quellen, die Staatsgeschäfte den Frauen. Hier spielten die Mutter Murads, Nurbanu, und später seine Favoritin Safiye eine wichtige Rolle. Safiye veranlasste am 11. Oktober 1579 die Ermordung von Sokollu Mehmed Pascha. Sie beauftragte einen Janitscharen, sich als Derwisch zu verkleiden und den Großwesir zu erdolchen, weil dieser ihr zu mächtig wurde. Danach konnte Safiye uneingeschränkter Entscheidungen treffen.
Mit der Zeit sah Nurbanu die Macht der Favoritin als Gefahr an, und sie versuchte Safiye zu entmachten. Dazu schwächte Nurbanu ihre Einflussmöglichkeiten, u. a. indem sie Safiyes Einkommen auf 750 Silber-Akçe reduzierte, während einer Favoritin des Sultans normalerweise ein Betrag von 1.000 als Zuwendung zustand. Als Murad Safiye aber heiraten wollte, wurden die Intrigen Nurbanus vorerst vereitelt.
Nachdem Safiyes Sohn 1582 beschnitten worden war, wurde er 1583 als Kronprinz zum Sandschak-Bey von Manisa ernannt. Auf Nurbanus Betreiben musste seine Mutter ihn dorthin begleiten. In Safiyes Abwesenheit versuchte die Mutter des Sultans weiterhin, deren Position zu schmälern. Dazu gab Nurbanu ein Vermögen auf dem Sklavenmarkt aus, um ihrem Sohn neue Frauen für seinen Harem zuzuführen. Rivalinnen um die Gunst des Sultans und weitere Nachkommen hätten den Platz der Favoritin und die Regentschaftsnachfolge von Safiyes Sohn gefährdet. Sie konnte ihre Stellung allerdings erhalten, wurde jedoch erst nach dem Tod Nurbanus zur einflussreichsten und mächtigsten Frau im Osmanischen Reich.

### Zeit als Mutter des Sultans
Nach Murads Tod wurde ihr Sohn Prinz Mehmed Sultan und sie selbst Valide Sultan. Mehmed führte den Krieg weiter, der von seinem Vater zwei Jahre zuvor eröffnet worden war, und eroberte 1596 Eger. Durch Safiye gab es einen regen Wechsel der Großwesire. Sie sorgte für Hadim Hasan Paschas Hinrichtung, der sich über ihr Einmischen in die Staatsgeschäfte beschwert hatte. Safiye Einfluss auf die Politik des Reiches wuchs stetig. Es gelang ihr, ihr Einkommen von 2000 auf 3000 zu steigern.
Um ihre Macht zu sichern, versuchte sie, Konkurrenten zu schwächen, vor allem aber den Einfluss ihrer Schwiegertöchter. 
Safiye selbst war in Korruptionsgeschäfte verwickelt, Ämter wurden gegen Bezahlung vergeben. So hatte Safiye nur von ihr abhängige bzw. bestochene Beamte um sich und steigerte durch deren Schmiergelder ihr Einkommen. 1597 veranlasste sie den Anbau der neuen Moschee, die erst Jahre später durch Turhan Sultan beendet wurde. Eine Moschee im Jahre 1610 in Kairo wurde nach ihr benannt: die Safiye Melike Sultan.
Ihre Lebensgefährtin und Mitarbeiterin in Regierungssachen Esperanza Malchi wurde 1600 bei einer Meuterei der Palastwache ermordet. Safiye war die treibende Kraft hinter den Intrigen, die 1603 zur Hinrichtung des Kronprinzen Mahmu, der Ermordung seiner Mutter Mahpeykar und der Hinrichtung Yemsici Hasan Paschas führten.

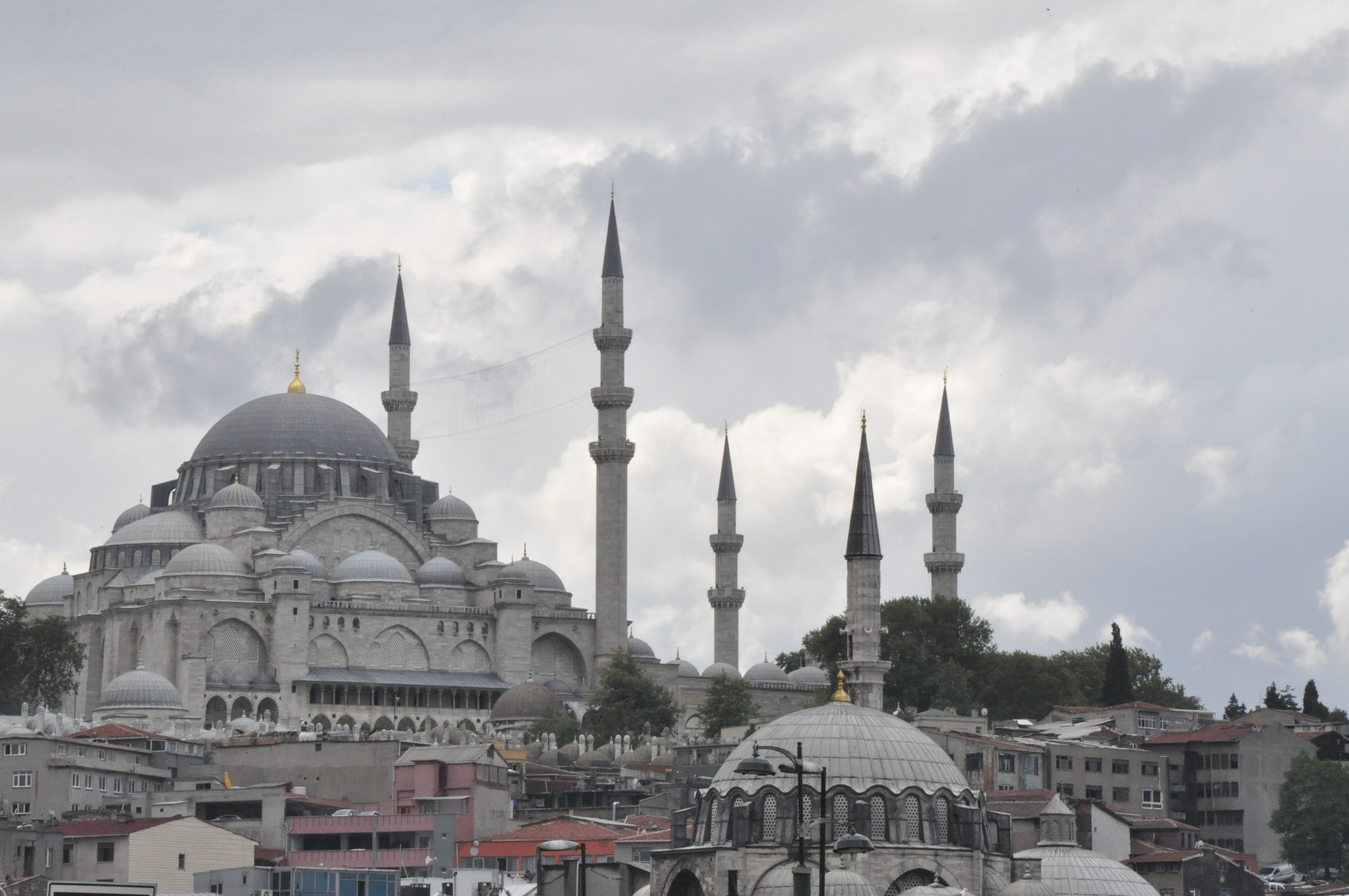
Süleymaniye-Moschee in Istanbul, Grablege von Safiye

Als Witwe regierte sie im Zuge der so genannten „Weiberherrschaft“, bis ihr Enkel Ahmed I. 1603 den Thron bestieg und sie im Harem einschloss, wo sie bis zu ihrem Tod verblieb. Ihr Todesdatum ist ungewiss, jedoch ist bekannt, dass sie die Herrschaft ihrer beiden Enkel sah und 1610 eine Moschee in Kairo bauen ließ. Nach neueren Quellen ist am 10. Januar 1619 verstorben, die Todesursache ist unbekannt. Sie wurde neben ihrem verstorbenen Ehemann begraben.

## Politik
Safiye gilt als eine der mächtigsten Frauen der osmanischen Geschichte. Sie mischte sich sowohl in die Innenpolitik als auch in die Außenpolitik ein. Safiye war eine treibende Kraft bei den diplomatischen Beziehungen mit England, mit Königin Elisabeth I. führte sie einen regen Briefwechsel. Elisabeth und Safiye schickten sich darüber hinaus gegenseitig diplomatische Geschenke. 1593 übermittelte Elisabeth ihr ein Porträt, 1599 schenkte sie Safiye eine Kutsche und ihrem Sohn eine Orgel. Safiye bedankte sich dafür mit einem Brief und vielen Geschenken. Safiyes Politik war provenezianisch, und sie unterhielt gute politische und Wirtschaftsbeziehungen zur Serenissima. Auch die Venezianer sicherten sich Safiyes Gunst durch kostbare Geschenke.
Zu Safiye Verbündeten in der Regierung zählten Serdar Ferhat Pascha († 1595), Koca Sinan Pascha und Damad Ibrahim Pascha. Im Palast waren ihre Verbündete Canfeda Hatun und Gazanfer Agha, die beide auch Einfluss auf die Politik nahmen. Safiyes Macht und Einfluss während der Herrschaft von Murad III. und Mehmed III. kann in ihren Dimensionen kaum überschätzt werden.

## Kinder
- Mehmed III. (1566–1603): Er wurde 1574 Kronprinz des Osmanischen Reiches. Seine Mutter sorgte für eine gute Erziehung und eine gehobene Stellung gegenüber seinen (Halb-)Brüdern. Im Jahr nach seiner Beschneidung wurde er 1583 Sandschakbey von Manisa. 1595 wurde er Sultan.
- Hümaşah Sultan (1565–1649)
- Ayşe Sultan (1568–1605): Die älteste Tochter Murads wurde 1570 in Manisa geboren. Sie heiratete 1586 Damat Ibrahim Pascha. Nach dessen Tod (1601) heiratete sie zunächst Yemisci Hasan Pascha (aus dieser Ehe ging ein Sohn hervor) und später Mahmud Pascha.
- Prinz Mahmud (1570–1581)
- Fatma Sultan (1574–1620)
- Mihrimah Sultan (1576–1634)